# Fiona McConnell
Fiona McConnell ist eine britische Geographin. Sie ist Professorin für Politische Geographie am St Catherine’s College der Universität Oxford.

## Werdegang
Fiona McConnell studierte zunächst Geographie an der University of Cambridge (Fitzwilliam College) und promovierte an Queen Mary, University of London. Anschließend forschte sie an der Newcastle University (2010–2011) und bekam ein Junior Research fellowship am Trinity College, Cambridge (2011–2013). 2013 trat sie in die School of Geography and the Environment am St Catherine’s College der Oxford University ein. Sie erhielt 2019 einen Philip Leverhulme Prize des Leverhulme Trust und 2022 den Back Award der Royal Geographical Society.

## Forschung und Lehre
McConnell forscht zu zwischenstaatlichen Beziehungen, politischen Initiativen von marginalisierten Bevölkerungsgruppen und alternativen Praktiken und Diplomatie und Konfliktmediation. Sie ist im Board of Directors des Tibet Justice Center.
Sie ist Director of Graduate Studies (MSc und MPhil Kurse) am SoGE.